# Konwencja ramsarska

Logo Konwencji

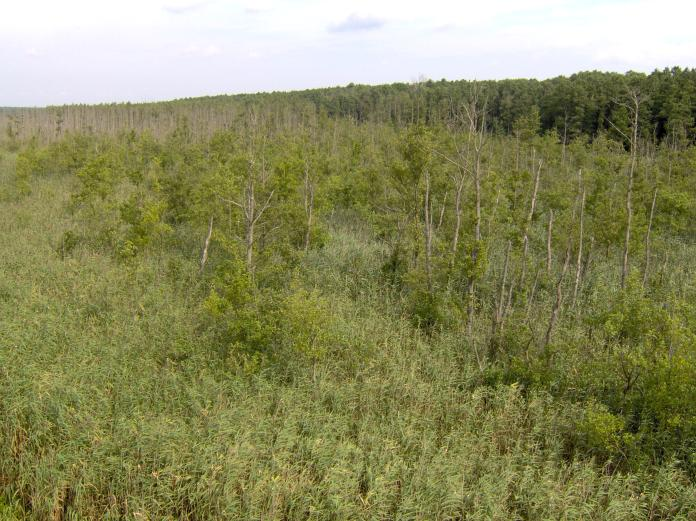
Podmokły las w rezerwacie Świdwie (powiat policki)

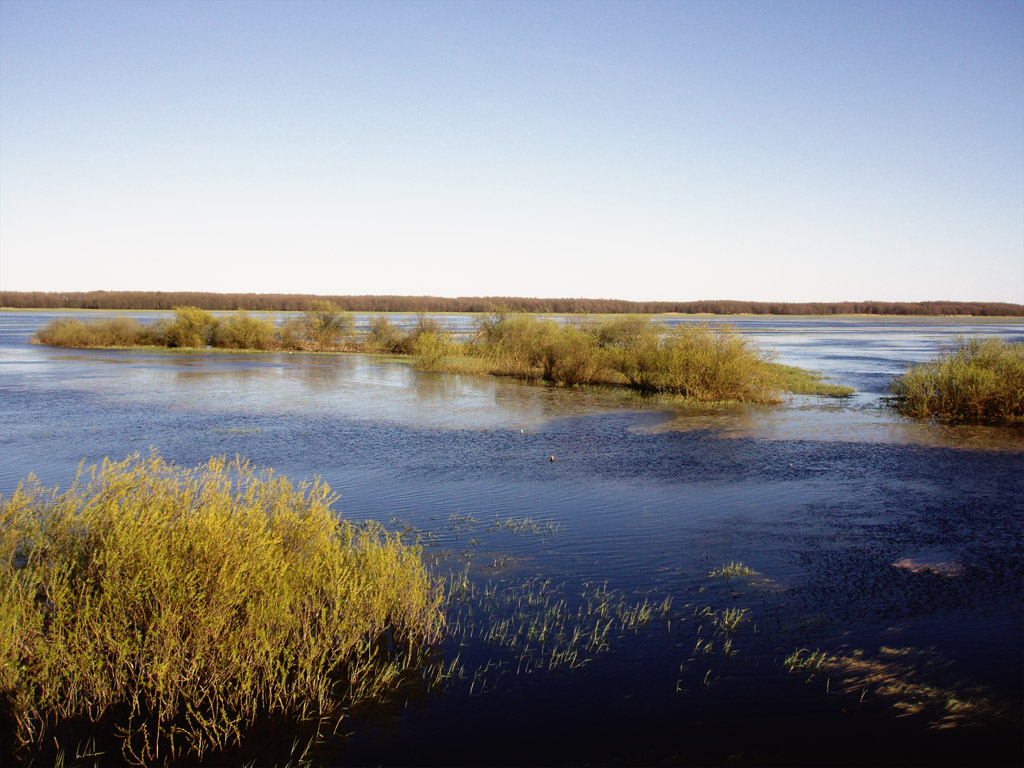
Rozlewiska Biebrzy w okolicach Brzostowa

Konwencja ramsarska (ang. Ramsar Convention on Wetlands) – potoczna nazwa układu międzynarodowego dotyczącego ochrony przyrody, który został podpisany 2 lutego 1971 roku podczas konferencji w irańskim kurorcie Ramsar nad brzegiem Morza Kaspijskiego. Konwencja weszła w życie 21 grudnia 1975 roku, zgodnie z artykułem 10. Pełna jej nazwa brzmi Konwencja o obszarach wodno-błotnych mających znaczenie międzynarodowe, zwłaszcza jako środowisko życiowe ptactwa wodnego. Jest otwarta do podpisania na czas nieokreślony, dla wszystkich członków Organizacji Narodów Zjednoczonych lub którejś z jej wyspecjalizowanych agencji lub strony Statutu Międzynarodowego Trybunału Sprawiedliwości. Depozytariuszem jest Dyrektor Generalny Organizacji Narodów Zjednoczonych dla Wychowania, Nauki i Kultury (art. 9). Sporządzona w językach angielskim, francuskim, niemieckim i rosyjskim; w razie rozbieżności tekst angielski jest rozstrzygający (art. 12). 2 lutego, w kolejne rocznice podpisania konwencji, obchodzony jest Światowy Dzień Mokradeł.
Celem porozumienia jest ochrona i utrzymanie w niezmienionym stanie obszarów określanych jako „wodno-błotne”. Szczególnie chodzi o populacje ptaków wodnych zamieszkujących te tereny lub okresowo w nich przebywające.
Jest to 40 typów obszarów bagien, błot, torfowisk lub zbiorników wodnych; naturalnych lub sztucznych stałych lub okresowych, o wodach stojących lub płynących, słodkich, słonawych lub słonych, wraz z wodami morskimi.
W czerwcu 2011 roku objęte konwencją ramsarską były 1933 obszary o łącznej powierzchni ponad 189 mln hektarów. Do tej pory podpisało ją 171 państw, a początkowymi sygnatariuszami w 1971 roku było 18 państw. Polska ratyfikowała konwencję w 1978 roku. Najwięcej obszarów wykazanych w spisie konwencji ma Wielka Brytania, a największą powierzchnię tych obszarów – Kanada.
Co trzy lata odbywają się spotkania uczestniczących w konwencji państw, a siedziba organizacji mieści się w Szwajcarii w mieście Gland.
Za wdrażanie w Polsce postanowień konwencji ramsarskiej odpowiedzialny jest Generalny Dyrektor Ochrony Środowiska. 
W Polsce w 2018 roku było 19 obszarów przyrody chronionej (łącznie ponad 153 tys. ha) wpisanych na listę konwencji ramsarskiej:
| Nazwa                                                 | Data wpisania        | Powierzchnia |
| ----------------------------------------------------- | -------------------- | ------------ |
| Rezerwat przyrody Jezioro Łuknajno                    | 22 listopada 1977    | 1189 ha      |
| Park Narodowy Ujście Warty                            | 3 stycznia 1984      | 7956 ha      |
| Rezerwat przyrody Jezioro Karaś                       | 3 stycznia 1984      | 815 ha       |
| Rezerwat przyrody Jezioro Siedmiu Wysp                | 3 stycznia 1984      | 1618 ha      |
| Rezerwat przyrody Świdwie                             | 3 stycznia 1984      | 891 ha       |
| Biebrzański Park Narodowy                             | 27 października 1995 | 59233 ha     |
| Słowiński Park Narodowy                               | 27 października 1995 | 32744 ha     |
| Stawy Milickie w Parku Krajobrazowym Dolina Baryczy   | 27 października 1995 | 5324 ha      |
| Narwiański Park Narodowy                              | 29 października 2002 | 7350 ha      |
| Poleski Park Narodowy                                 | 29 października 2002 | 9762 ha      |
| Wigierski Park Narodowy                               | 29 października 2002 | 15085 ha     |
| Rezerwat przyrody Jezioro Drużno                      | 29 października 2002 | 3068 ha      |
| Subalpejskie torfowiska w Karkonoskim Parku Narodowym | 29 października 2002 | 40 ha        |
| Torfowiska Doliny Izery                               | 10 stycznia 2018     | 529,4 ha     |
| Stawy Przemkowskie                                    | 10 stycznia 2018     | 4605,4 ha    |
| Ujście Wisły                                          | 10 stycznia 2018     | 1748,1 ha    |
| Rezerwat przyrody Bór na Czerwonem                    | 9 maja 2018          | 114,7 ha     |
| Polodowcowe stawy Tatrzańskiego Parku Narodowego      | 9 maja 2018          | 571,1 ha     |
| Torfowiska Tatrzańskiego Parku Narodowego             | 9 maja 2018          | 741 ha       |